# اشتباك الحدود التركية السورية ديسمبر 2011
كان اشتباك الحدود التركية السورية في ديسمبر 2011 محاولة فاشلة قام بها رجال مسلحون للتسلل إلى سوريا من تركيا.
خلال ليلة 5 ديسمبر، حاول نحو 35 مقاتل مسلح عبور الحدود السورية من تركيا، لكنهم اشتبكوا فورا مع قوات الحدود السورية التي تسببت في إصابات عديدة، وتمكنت من إبعادهم إلى تركيا.
بمجرد عودتهم إلى الأراضي التركية، اصطحبهم الجيش التركي في شاحنات واعتنى بالمقاتلين المصابين.
جرت محاولة أخرى، كما حدث في ليلة 12 ديسمبر، حيث حاول 15 متسللا عبور الحدود مرة أخرى. فشلوا، وقتل اثنان منهم على يد دوريات الحدود السورية.
ذكرت وكالة الأنباء السورية (سانا) الموالية للحكومة أن الجيش السوري الحر شن هجوما انتقاميا وأطلق النار على ضابط كبير العميد غانم إبراهيم الحسن وقتله.
في 1 فبراير، أعلنت السلطات السورية أنها منعت محاولة تسلل أخرى من تركيا، في محافظة إدلب. وقتل أحد المتسللين وألقي القبض على آخر بينما فر الآخرون. في 10 مارس، منعت مجموعة جديدة من المتسللين من الانتقال إلى سوريا مع قيام الجيش بقتل أو اعتقال عدد من أفراد الجماعة.